# Dicrurus menagei
Dicrurus menagei е вид птица от семейство Dicruridae. Видът е застрашен от изчезване.

## Разпространение
Видът е разпространен във Филипините.